# Delliknäs

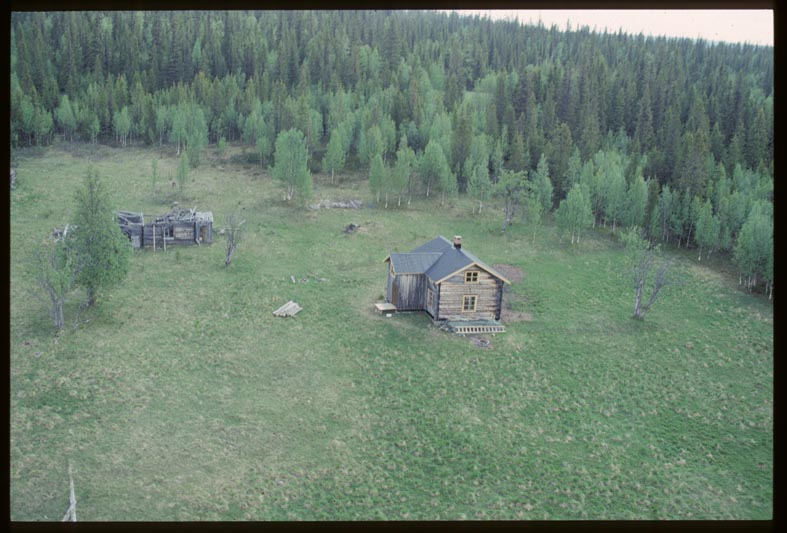
Flygbild över Delliknäs fjällhemman från 1990.

Delliknäs är ett av få bevarade fjällnära hemman i Norrbottens län, i södra delen av Arjeplogs kommun i Pite lappmark. Marken ingick i Arjeplogs kronoöverloppsmark och närmaste ort är idag Laisvalls by, ungefär två mil fågelvägen.
Nybygget bröts olagligt 1892, av Anton Karlsson (1851-1918) och hans hustru Amanda (1841-1922) tillsammans med sex barn i åldrarna 16-6 år vid flytten: Karl Emanuel 16, Betty Amanda 15, Johan Anton 14, Nils Oskar 12, Gustaf Elof 11 och Hanna Paulina 6 år. De kom från nybygget Haraliden i Norsjö socken. Av barnen bildade Karl Emanuel och Hanna Paulina familjer och stannade kvar på gården liksom Johan Anton, som förbelv ogift och avled vid 49 års ålder. De tre andra syskonen flyttade som vuxna till annan ort.
Från vårteminen 1920 till höstterminen 1921 bedrevs undervisning av en lärarinna från Båtsjaur för sex barn, varav tre hade följt med lärarinnan.
Marken låg ovanför odlingsgränsen, där det inte var tillåtet att bryta nybyggen. Dessutom var den person som Karlsson hävdade hade sålt marken till honom, hästhandlare Norin från Jörn, inte själv ägare till fastigheten. Nybygget var olagligt fram till 1915, då nybyggarna fick rätt av länsrätten att bo kvar. I samband med efteravvittringen 1918 blev nybygget ett så kallat frälsetorp utan åsatt mantal, det vill säga bebyggarna blev frälsta från sitt lagbrott. 
Delliknäs ligger på en bergsrygg mellan Dellikälven och Laisälven, en god bit in i väglöst land. Området klassas som förfjällsområde på 550 - 570 meter över havet. Åt nordväst, den riktning där bergsryggen inte omges av vatten, finns flera höga fjälltoppar. Under vår och tidig vinter, när isen varken bar eller brast, gick den enda vägen till och från Delliknäs över fjället. 
Totalt uppfördes tre bostadshus på Delliknäs plus ekonomibyggnader som bagarstuga, fähus, smedja, kvarn, spånhyvel, tröskloge samt en bastu för torkning av korn. Som mest bodde 15 personer varav fem vuxna på nybygget, i mitten av 1920-talet. Delliknäs övergavs nästan helt strax efter andra världskriget. På 1950-talet beboddes ett av husen sommartid, och 1963 övergavs Delliknäs helt då Hanna Paulina med make flyttade. Såväl odlingsmarker som byggnader stod sedan och förföll tills 1990-talet, då ett projekt för att restaurera byggnaderna påbörjades i ett samarbete mellan Silvermuseet i Arjeplog och länsstyrelsen i Norrbottens län. Man har även delvis bevarat landskapet genom att hålla delar av inägorna, odlings- och slåttermark, öppna genom slåtter.
Ekonomin var främst baserad på självhushållning, det vill säga att man själv producerar allt man behöver men mindre komplement till självhushållningen tillkom. Basen var jordbruk med odling av korn och potatis samt boskapsskötsel, men man bedrev även fiske och i viss mån jakt, smidde sina egna spikar och brände sin egen tjära. Man sålde en del produkter, främst smör, till samer både på beställning och då dessa passerade förbi. De samer inbyggarna hade mest att göra med, kom från Maskaure sameby. Maskauresamerna skötte även om några renar som ägdes av en av delliknäsborna. Jordbruket var relativt välmående, till stor del beroende på den gynnsamma marken med, bördig åkerjord, läget högt uppe på sluttningen som skyddade mot tidiga frostnätter, naturliga ängar som nyttjades till slåtter och myrar lämpliga för myrslåtter och en bäck som möjliggjorde en liten skvaltkvarn för att mala säden. Åkrarna inhägnades för att skydda dem från boskapen och från strörenar. Vintertid tog männen från Delliknäs ofta arbete i skogen, med avverkning och timmerkörning.
Delar av marken ingår sedan tidigt 2000-tal i naturreservatet Laisdalens fjällurskog. Byggnaderna är delvis öppna för allmänheten, och används också till fjäll- och fisketurism.